# 中国人事出版社
中国人事出版社是中华人民共和国的一家出版社，成立于1988年，社址位于北京市，是中华人民共和国人力资源和社会保障部直属单位。